# Ганс-Ульріх Грапентін
Ганс-Ульріх Грапентін (нім. Hans-Ulrich Grapenthin, 2 вересня 1943; Вольгаст) — східнонімецький футболіст, який грав на позиції воротаря. Відомий за виступамі в клубі «Карл Цейс», у складі якого ставав триразовим володарем Кубка НДР та фіналістом Кубка володарів кубків УЄФА, а також у складі збірної НДР, у складі якої став олімпійським чемпіоном 1976 року. Двічі визнавався кращим футболістом НДР.

## Клубна кар'єра
Ганс-Ульріх Грапентін народився у місті Вольгаст, та розпочав грати у футбол у місцевій команді «Мотор». У 1966 році він став гравцем клубу «Карл Цейс» із Єни, в якому провів усю свою кар'єру гравця. За час виступів у складі команди, які тривали до 1985 року, провів лише в чемпіонаті НДР 308 матчів, неодноразово ставав призером першості НДР, тричі ставав володарем Кубка НДР. У сезоні 1980—1981 років Грапентін у складі команди дійшов до фіналу Кубка володарів кубків, у якому східнонімецька команда поступилась тбіліському «Динамо». Двічі — у 1980 та 1981 роках — Ганс-Ульріх Грапентін визнавався кращим футболістом НДР. закінчив виступи на футбольних полях у 1985 році.

## Виступи за збірну
У 1975 році Ганс-Ульріх Грапентін дебютував у складі збірної НДР. У складі команди грав на Олімпійських ігор 1976 року, на яких став у складі збірної олімпійським чемпіоном. Всього у складі східнонімецької збірної зіграв 21 матч, останній матч у складі збірної зіграв у 1981 році.

## Титули і досягнення
- Олімпійський чемпіон: 1976
- Срібний призер чемпіонату НДР (5): 1971, 1973, 1974, 1975, 1981
- Бронзовий призер чемпіонату НДР (4): 1977, 1979, 1980, 1983
- Володар Кубка НДР (3): 1971-72, 1973-74, 1979-80
- Фіналіст Кубка володарів кубків УЄФА: 1980-81